# Landwirtschaft in Osttimor

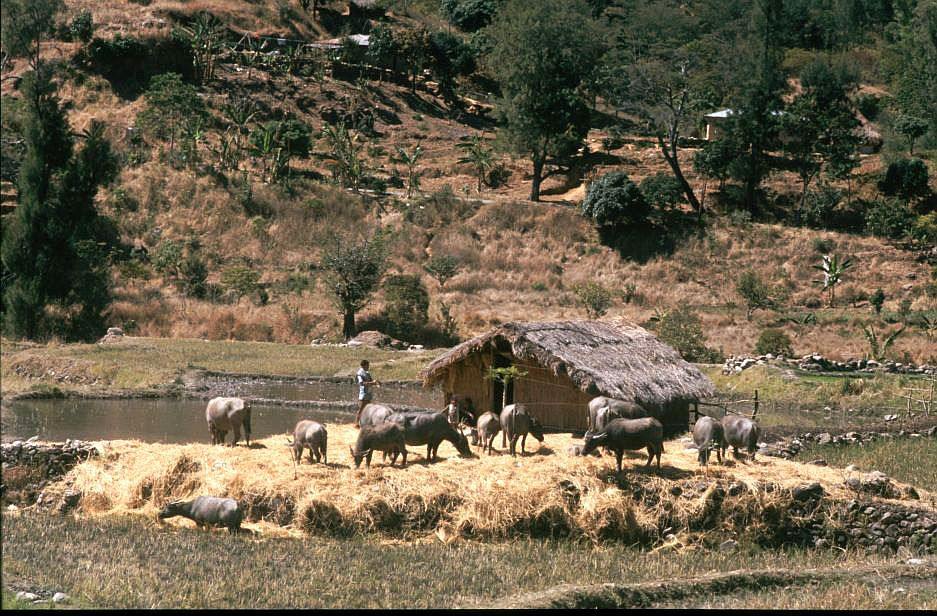
Reisdreschen mit Wasserbüffeln

In der Landwirtschaft in Osttimor arbeitet der Großteil der Bevölkerung. Sie dient in erster Linie zur Selbstversorgung. Daneben werden auch Güter zum Verkauf und Export produziert.

## Übersicht
| Anteil Haushalte mit … |             |                       |
| Ackerbau               |             |                       |
| Feldfrüchte            | Anteil 2015 | Produktion 2008       |
| Mais                   | 70 %        | 100.170 t             |
| Reis                   | 35 %        | 80.236 t              |
| Maniok                 | 64 %        | 35.541 t              |
| Süßkartoffeln          | 55 %        | keine Angaben         |
| Bohnen                 | 55 %        |                       |
| Obst (permanent)       | 49 %        | keine Angaben         |
| Obst (temporär)        | 49 %        | keine Angaben         |
| Kokosnüsse             | 51 %        | keine Angaben         |
| Gemüse                 | 52 %        | 14.247 t (mit Obst)   |
| Kaffee                 | 38 %        | keine Angaben         |
| Holzproduktion         | 37 %        | keine Angaben         |
| Viehzucht              |             |                       |
| Nutzvieh               | Anteil 2015 | Anzahl der Tiere 2015 |
| Hühner                 | 87 %        | 928.806               |
| Schweine               | 72 %        | 419.169               |
| Rinder                 | 26 %        | 221.767               |
| Wasserbüffel           | 13 %        | 128.262               |
| Pferde                 | 13 %        | 50.751                |
| Ziegen                 | 23 %        | 158.467               |
| Schafe                 | 4 %         | 40.498                |
| Andere                 | 23 %        | 121.069               |

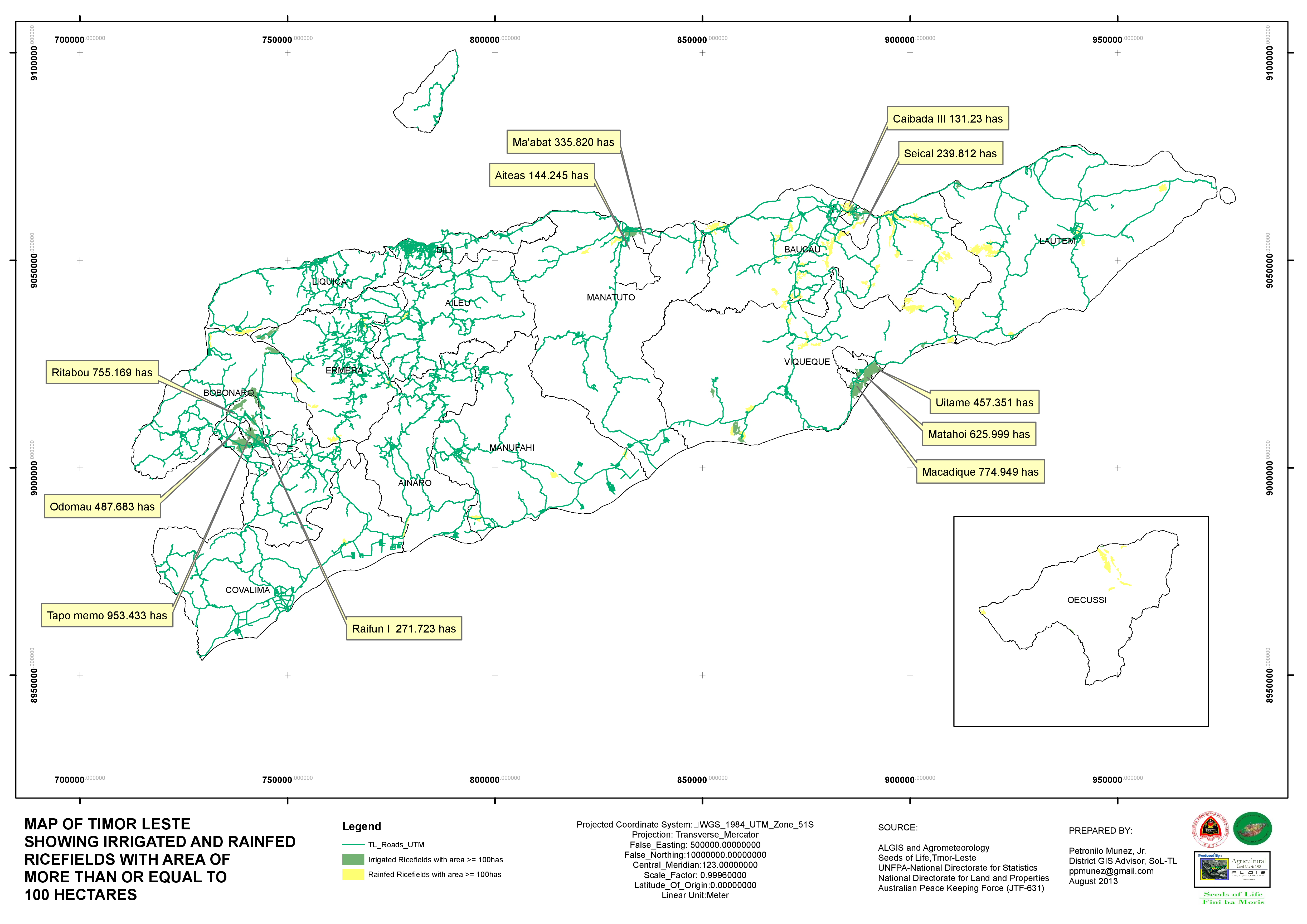
Reisanbaugebiete in Osttimor

Der Großteil der timoresischen Bevölkerung lebt von der Land- und Forstwirtschaft und der Fischerei. 89,8 % der Haushalte betreiben Ackerbau, 87,2 % halten Nutztiere. 219.250 Hektar werden bewirtschaftet. Die größten Flächen weisen die Gemeinden Bobonaro mit 41.000 und Ermera mit 40.000 Hektar aus. Dagegen sind es in Manatuto nur 3.371 Hektar. Die Flächen, die eine Familie bewirtschaftet, sind dabei meist relativ klein. Bei 63 % ist sie nicht größer als ein Hektar. Nur 2 % der Haushalte bewirtschaften mehr als 5 Hektar Land.
Osttimor liegt in einem Gebiet, in dem die javanische Reiskultur auf die auf Wurzeln basierende Kultur Melanesiens trifft. Allgemein sind Mais, Reis und Maniok die Hauptnahrungsmittel im Land. Vom Osten von Manufahi und Manatuto bis in den Westen von Lautém, im Zentrum Bobonaros und im Osten Cova Limas dominiert der Reisanbau. 2020 wurden auf einer Fläche von 20.719 ha 69.000 Tonnen Reis geerntet. Mais wird eher im zentralen Hochland angebaut. Dazu kommen Kokosnüsse, Lichtnüsse und verschiedene Obst- und Gemüsesorten. Für den Eigenbedarf werden auch Bananen (2019: 449 Tonnen, 2020: 435 Tonnen) angebaut. Noch bis Anfang der 1980er-Jahre produzierte man Bananen in größeren Mengen. 1976 erreichte man mit 20.500 Tonnen das Maximum. Auch Avocados gedeihen gut, 2019 wurden 5.014 Tonnen geerntet (2016: 4.737 Tonnen). Für den Export wird vor allem Kaffee angebaut. Dazu kamen in den letzten Jahren unter anderem Kakao (2020: 171 Tonnen auf einer Fläche von 1.733 ha), Lichtnüsse, Vanille und Zimt.

Anteil der Haushalte in den einzelnen Verwaltungsämtern in Prozent, die die verschiedenen Feldfrüchte anbauen (2010)
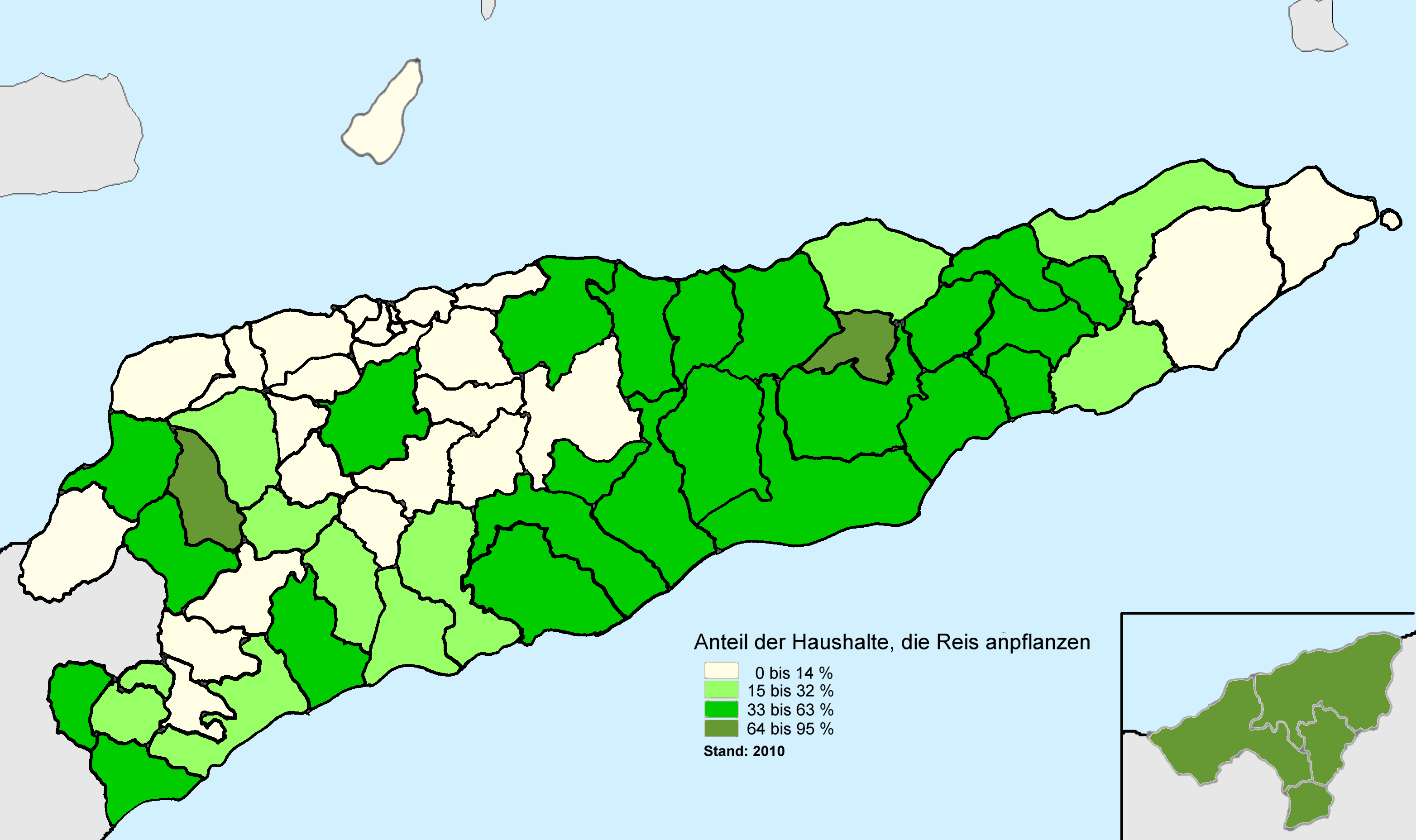
Reis
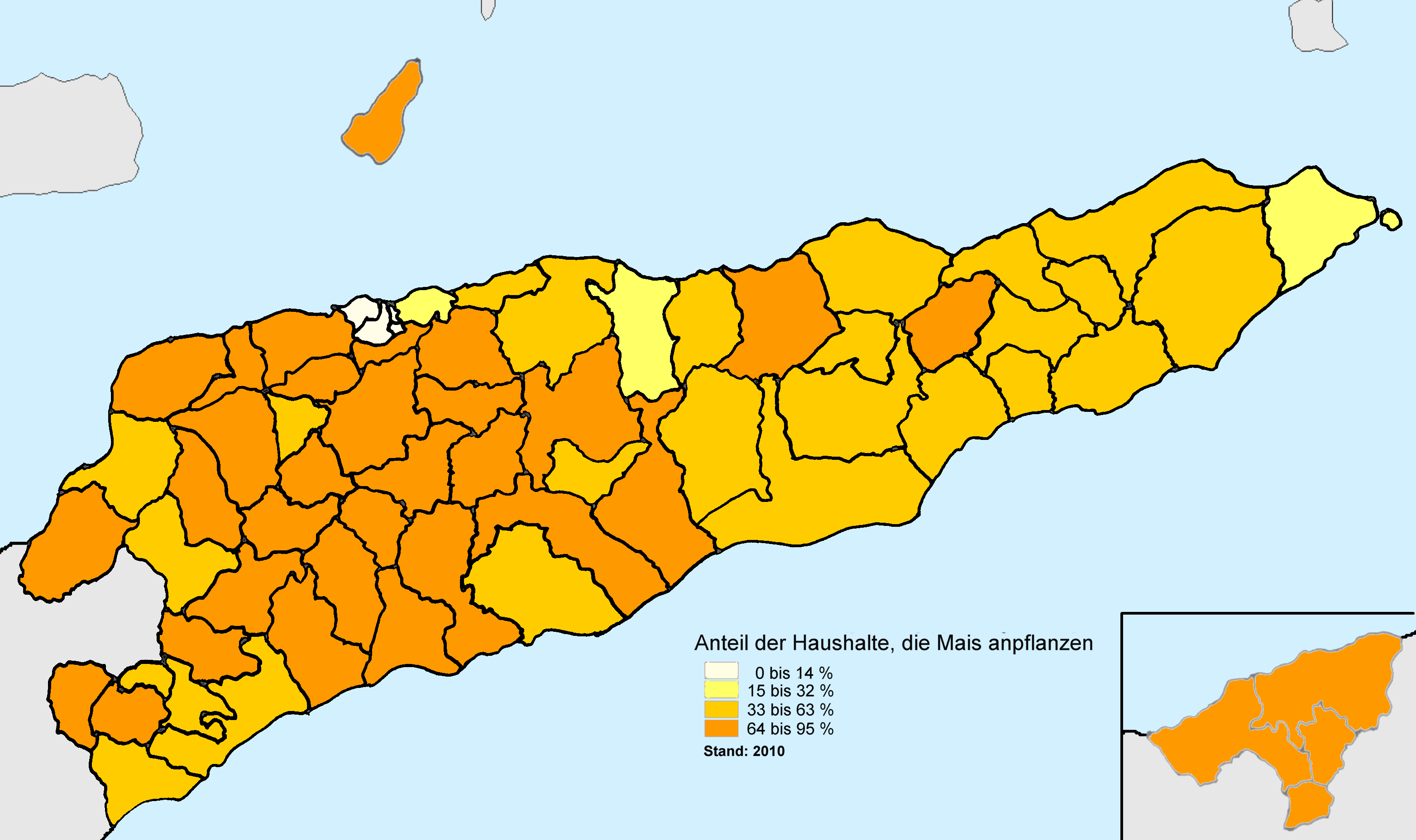
Mais
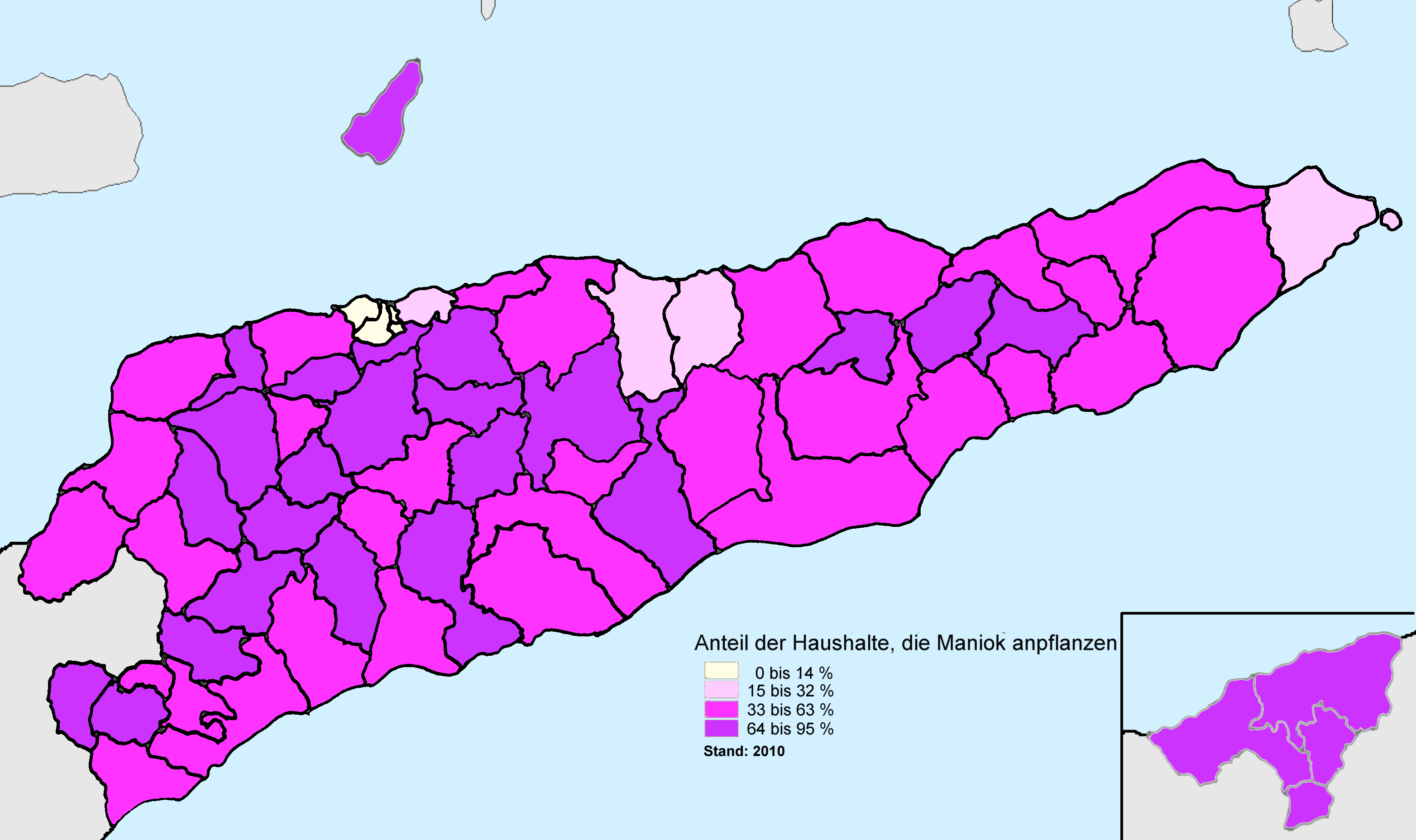
Maniok
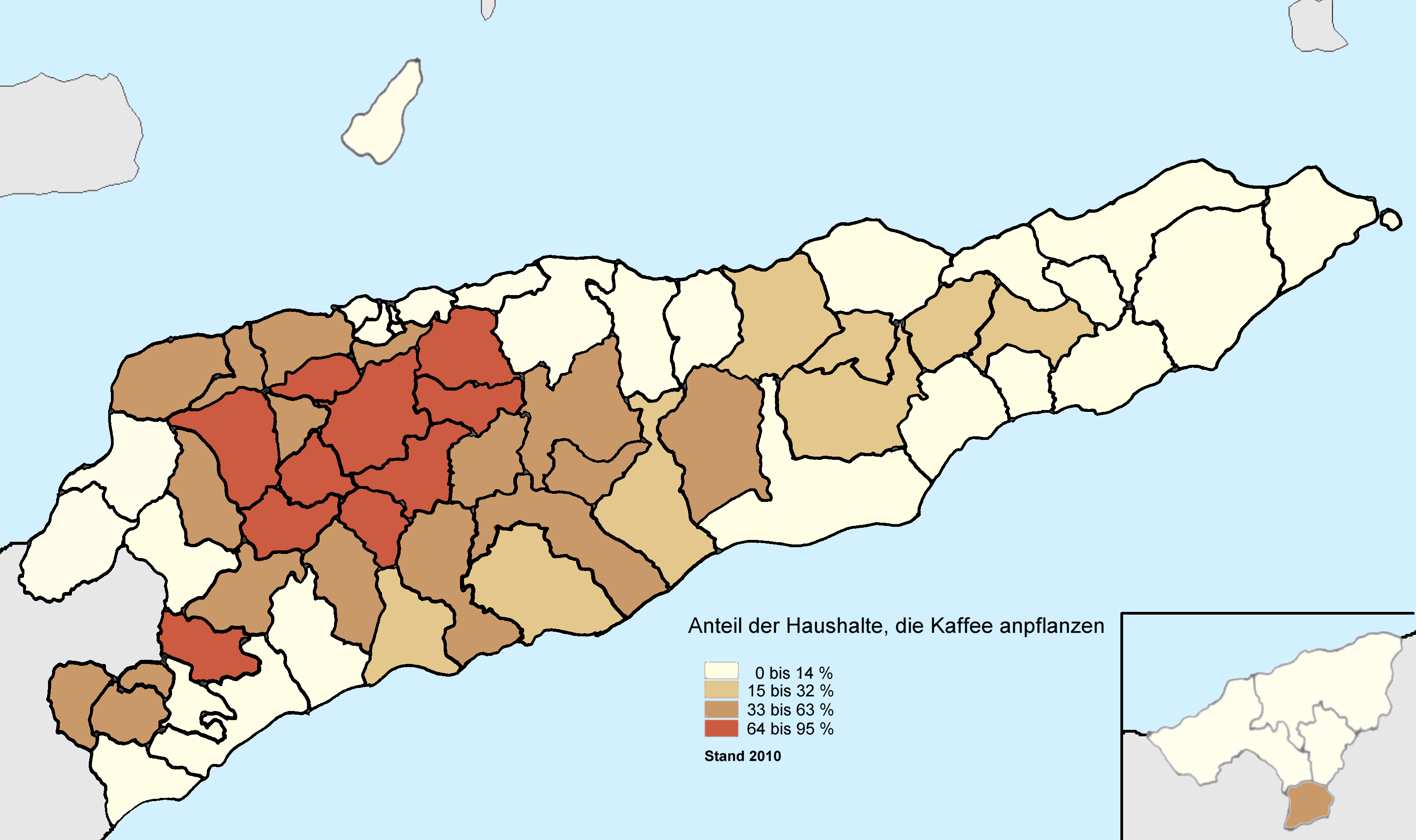
Kaffee
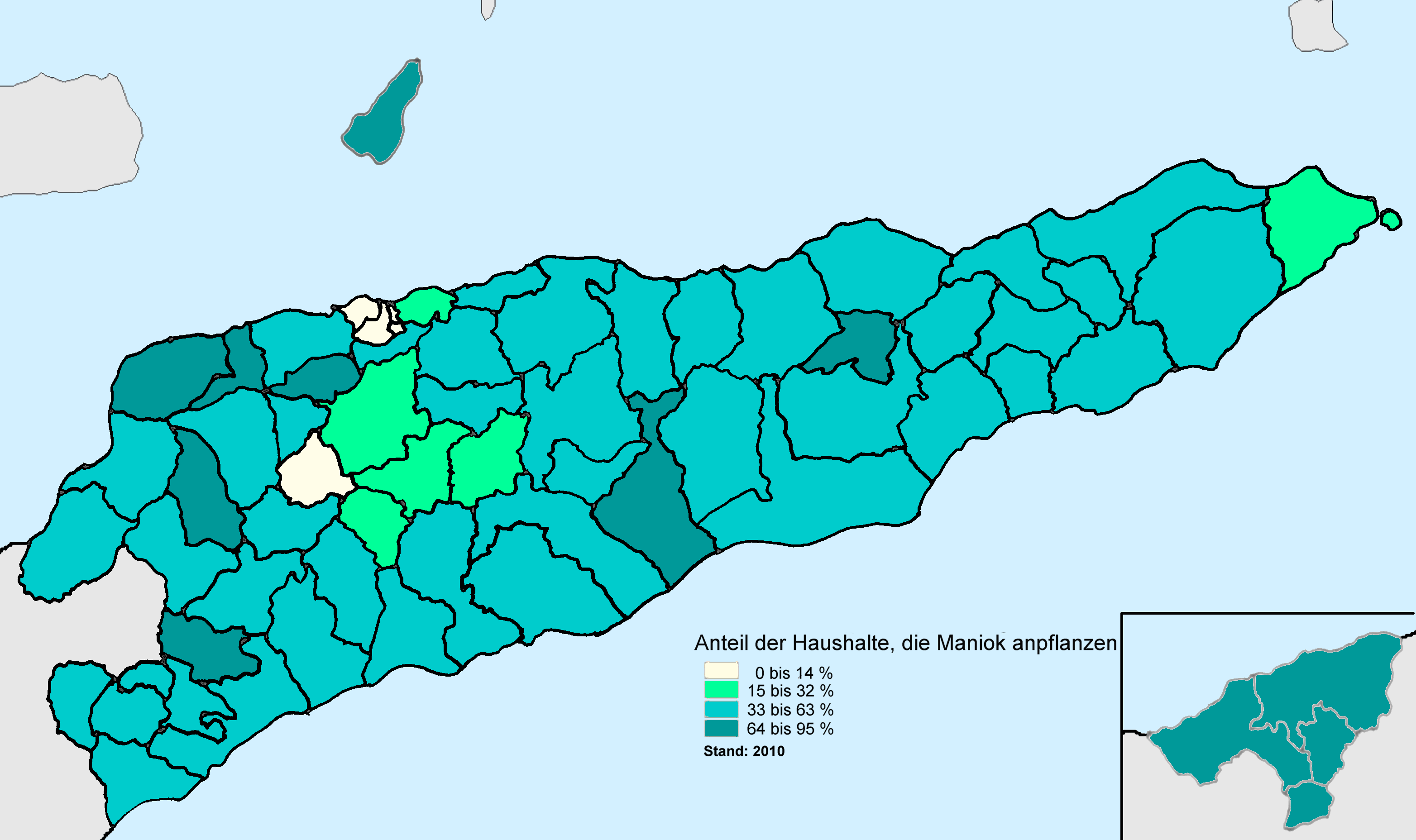
Kokospalmen

Eine regionale Teilung gibt es auch bei domestizierten Tieren: Büffel und Schwein werden überall auf Timor gezüchtet, aber der Büffel besitzt zum Beispiel für die Makasae eine größere Bedeutung als das Schwein. In anderen Regionen, bei den Ost-Tetum beispielsweise, ist das Schwein von wirtschaftlich größerer Bedeutung als der Büffel. Überall in Osttimor spielen Hühner eine wichtige Rolle in der Versorgung der Bevölkerung. Andere Haustiere sind Ziegen, Schafe und Pferde. Nur 0,5 % der Haushalte halten Nutztiere nur für den Weiterverkauf. 1,9 % halten sie rein für die Selbstversorgung.
In Oe-Cusse Ambeno arbeitet die Cooperativa Café Timor (CCT) seit 2009 an einem Rinderzuchtprogramm. Sie will den Kauf und Export der dann gemästeten Rinder und Büffel nach Indonesien organisieren. Der Gewinn soll dann zu 30 % an die CCT und zu 70 % an den Züchter gehen. Bisher arbeiteten die Züchter eigenständig. 2010 hatten sich bereits 59 Gruppen mit je 10 bis 50 Personen dem Programm angeschlossen, die dann die Büffel 12 bis 15 Monate halten. Zwischen 2009 und 2010 kaufte die CCT 450 Büffel im Wert von 67.000 US-Dollar.
33 % der Haushalte betreiben die Zucht von Fischen und Meerestieren oder gehen auf Fischfang. Davon betreiben 85 % nur eine Zucht, während 6 % nur fischen gehen.

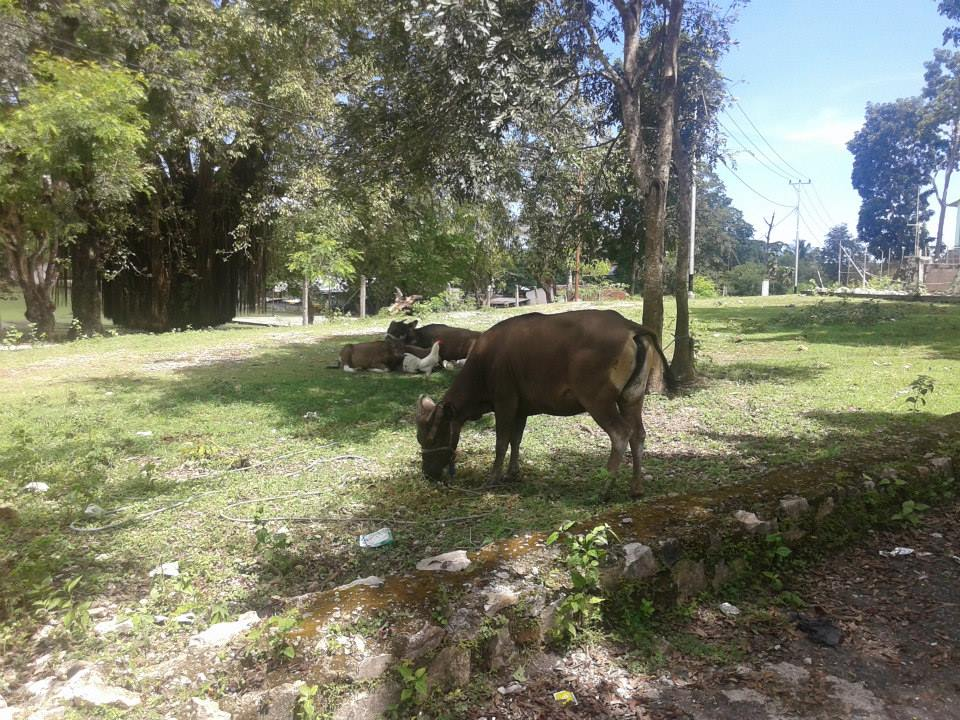
Rinder und Hühner in Balibo
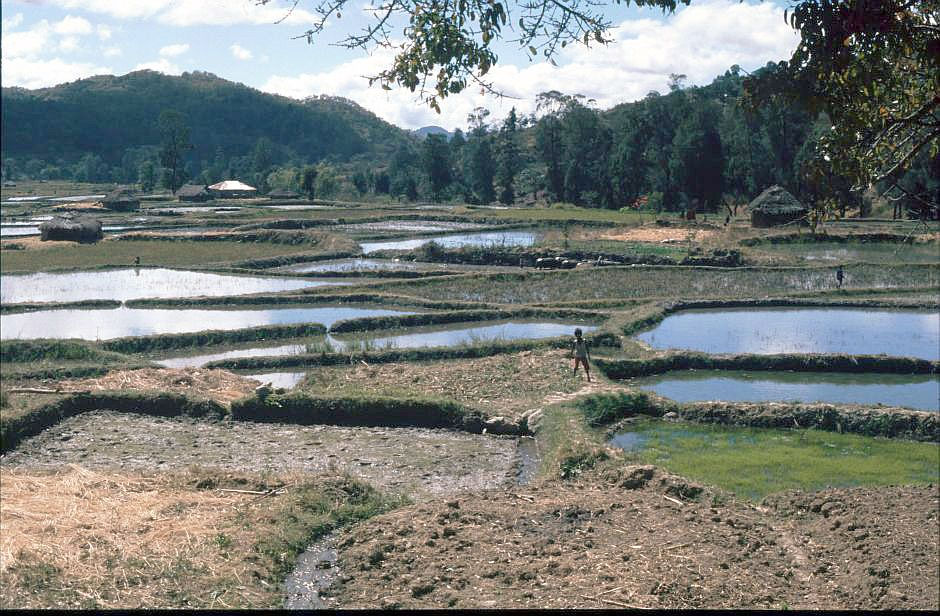
Reisfelder zwischen Dili und Suai
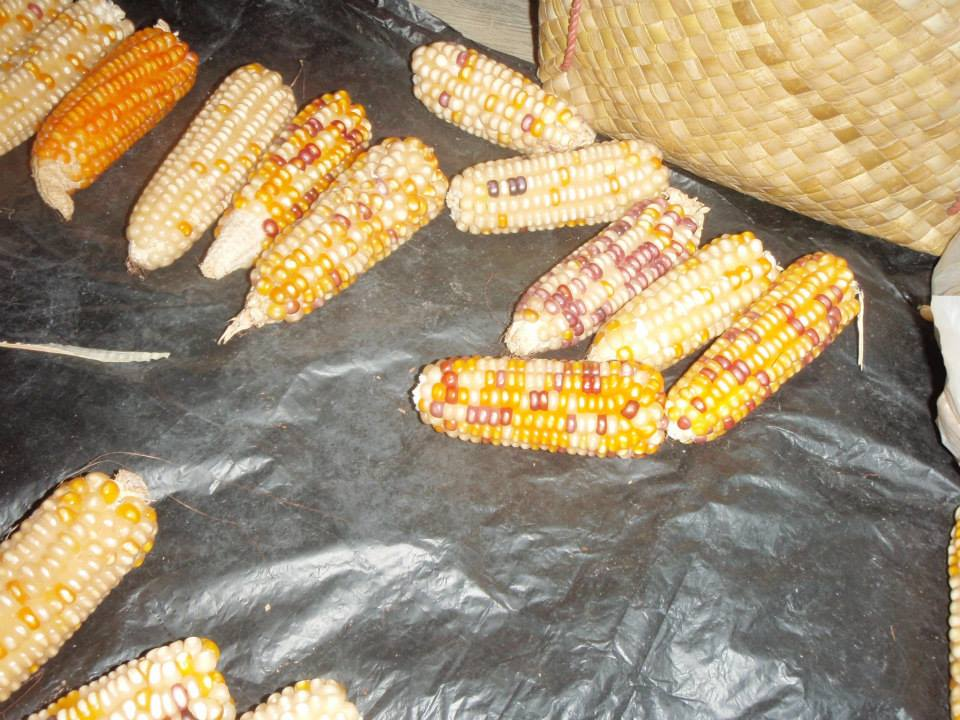
Maiskolben in Soibada
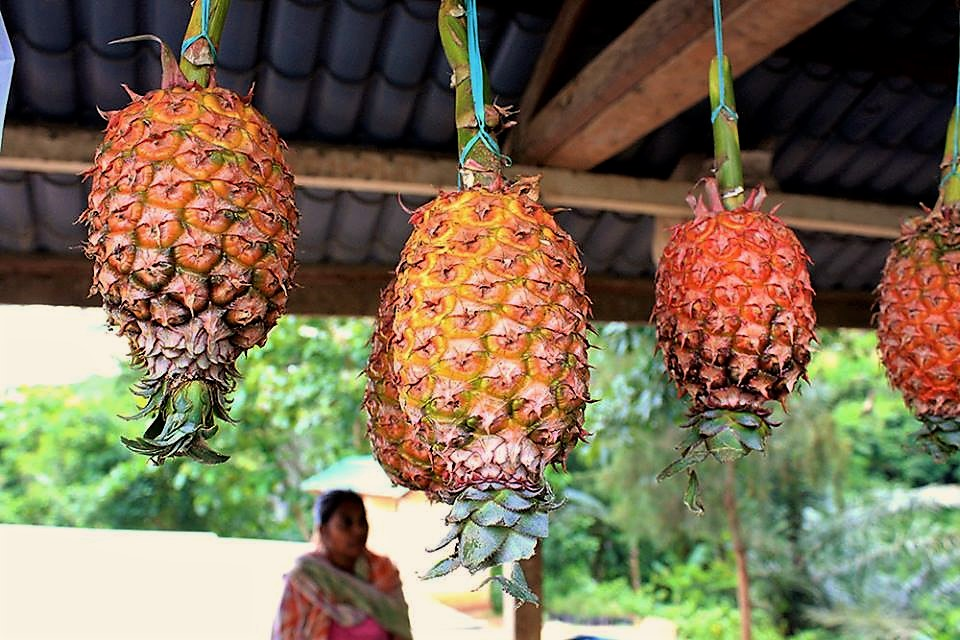
Ananas auf einem Markt in Gleno
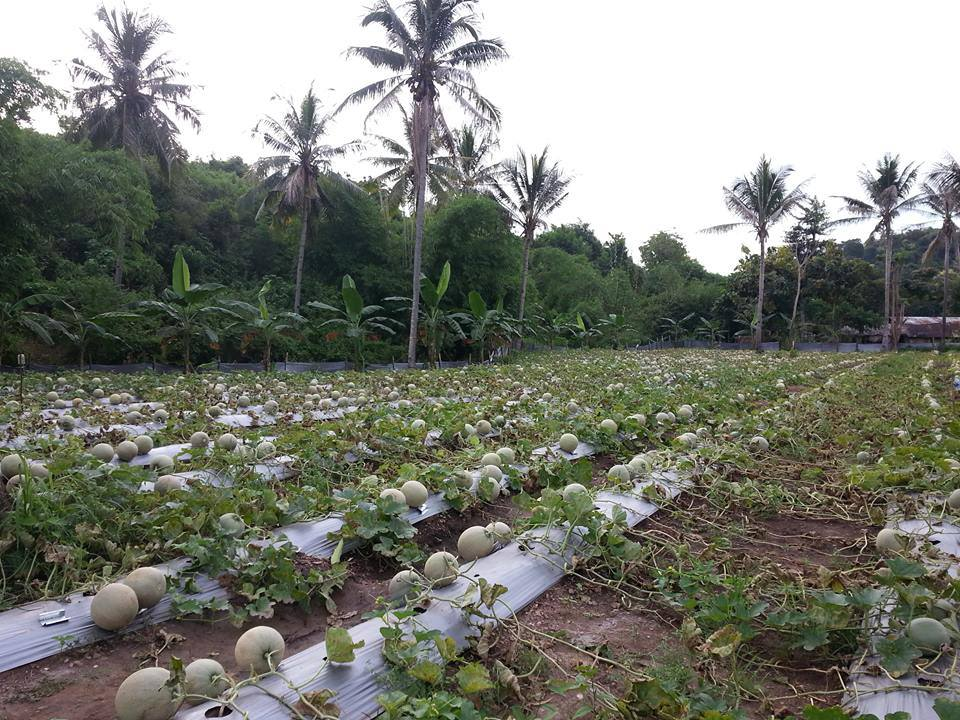
Melonenfeld in der Gemeinde Liquiçá
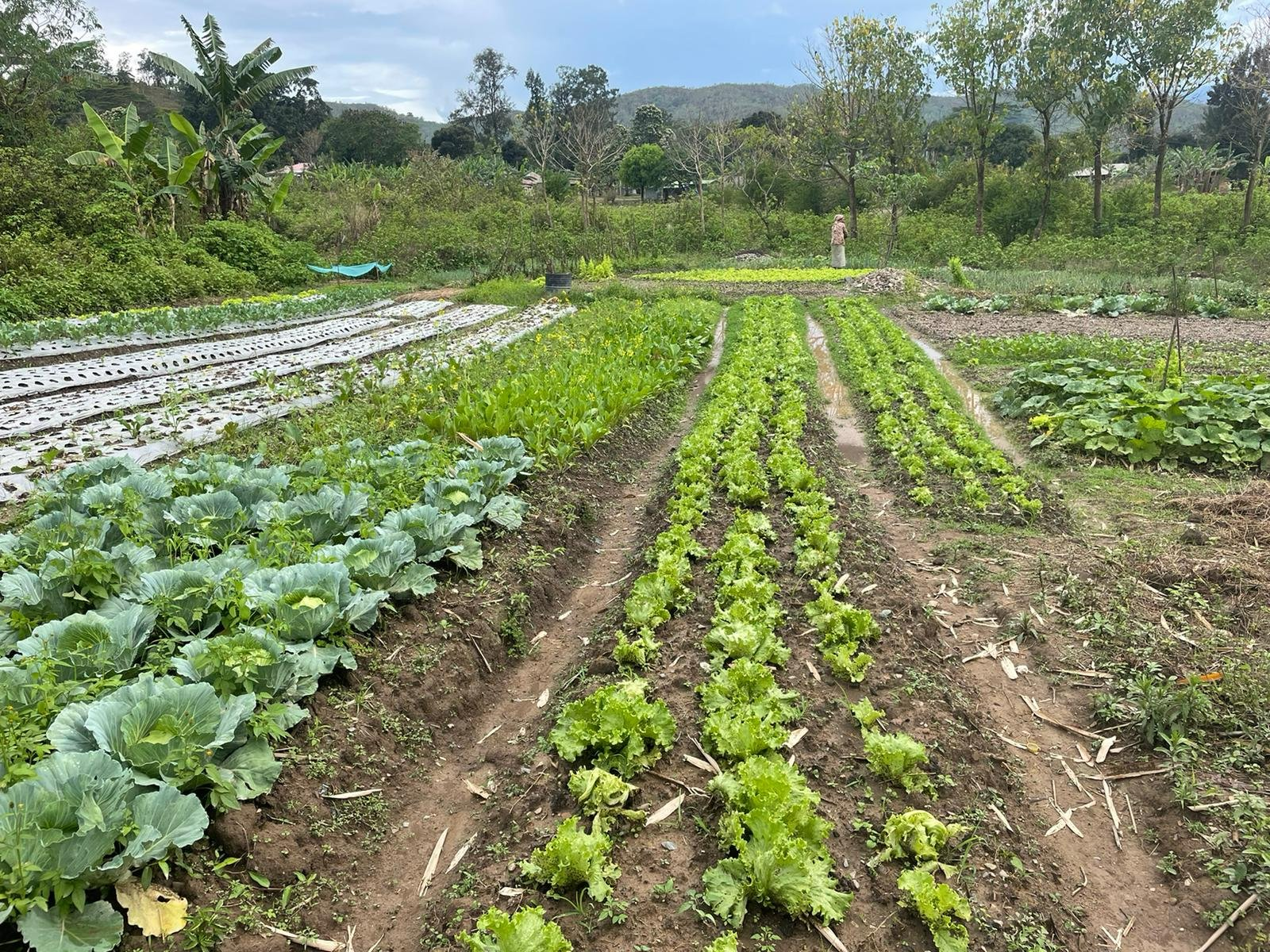
Gartenbau in Saboria
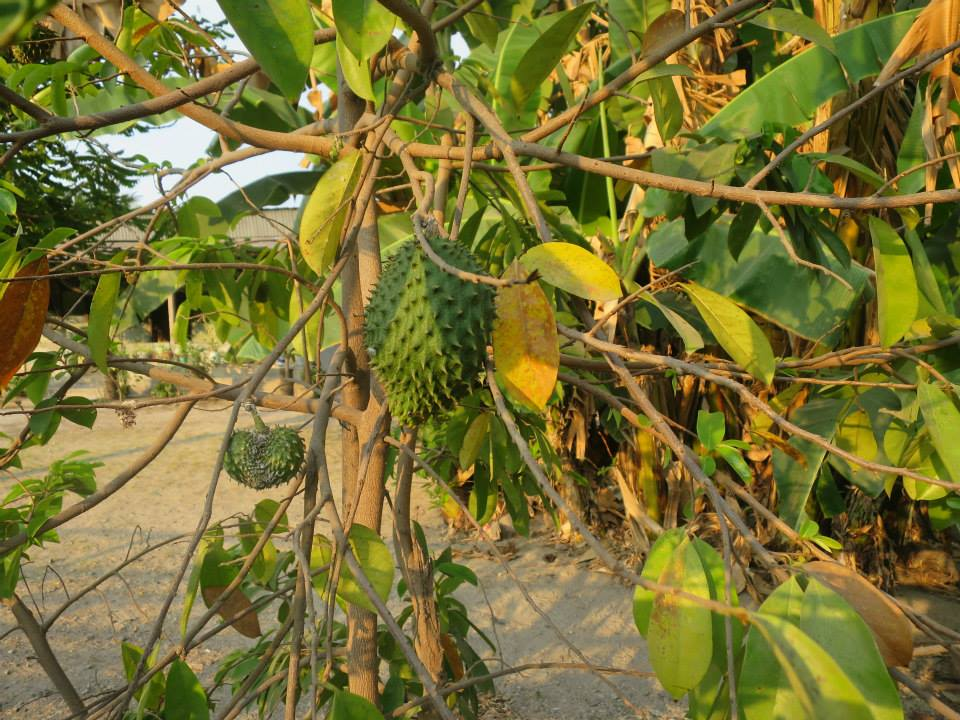
Stachelannone im Dorf Biacou, Suco Aidabaleten
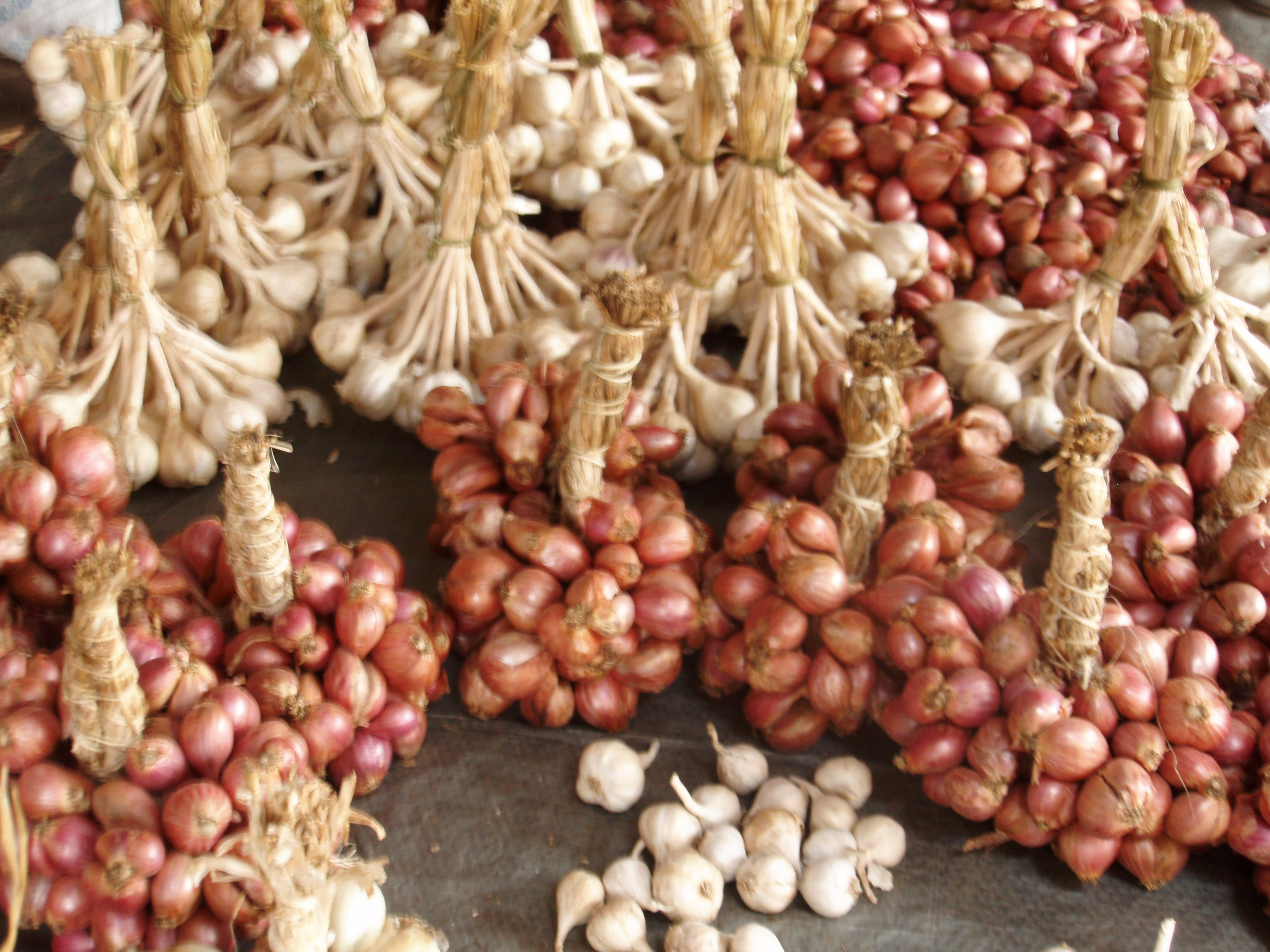
Zwiebeln in Maliana

## Erträge

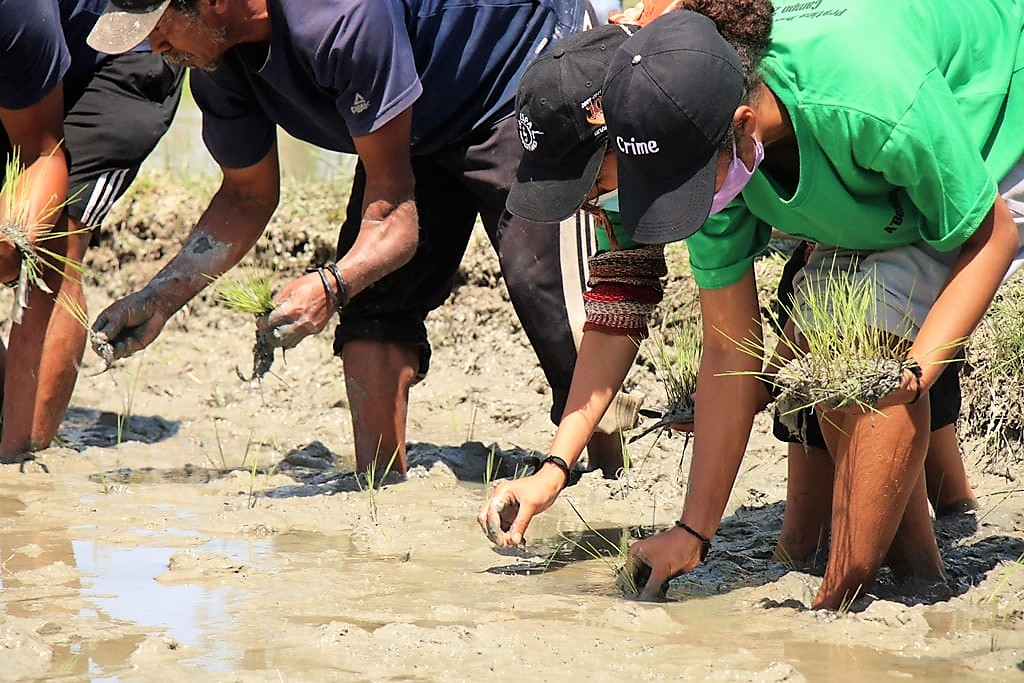
Reispflanzung …

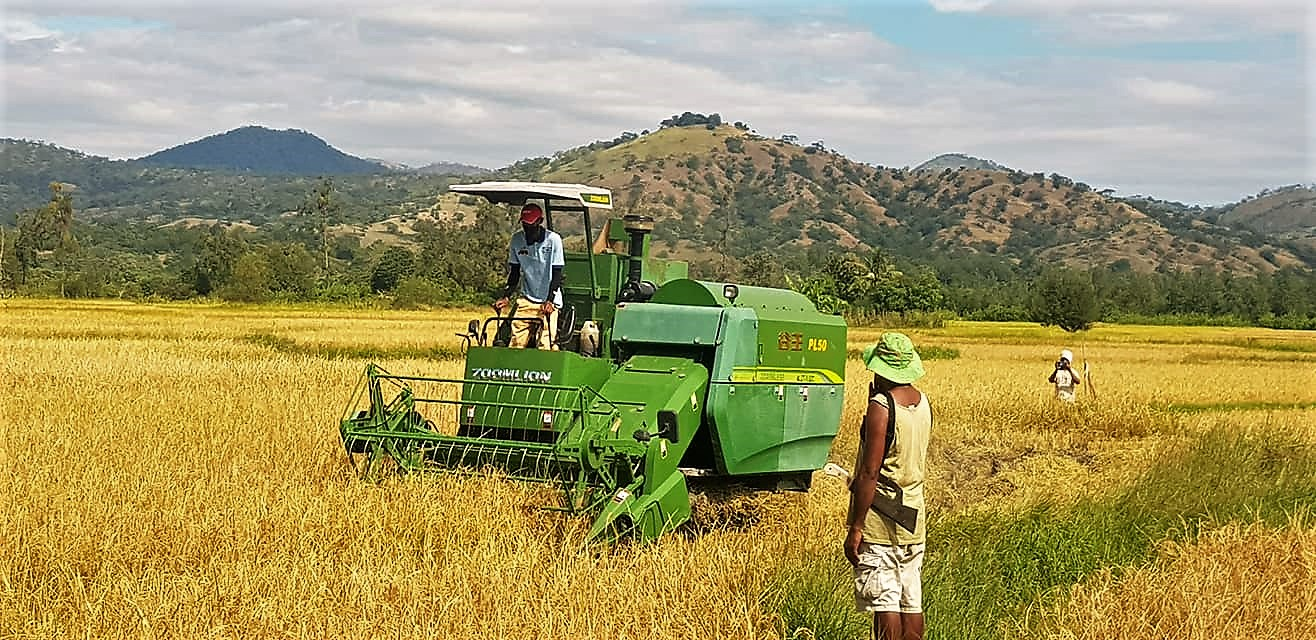
… und maschinelle Ernte in Haturalan (2021)

Vor allem Dürren und Überschwemmungen verursachen immer wieder hohe Ernteverluste. Aufgrund der geographischen Lage Timors kommt es beim Ackerbau zur Mangelzeit zwischen November und Februar. 58 % der Bevölkerung zeigen Defizite beim Körperwachstum aufgrund von Unterernährung.
2007 sanken durch Dürre, Ungeziefer und Pflanzenkrankheiten die Ernteerträge bei Mais um 30 % auf 70.000 Tonnen, bei Getreide, Maniok und Knollenfrüchten um 25 bis 30 % und bei Reis um 20 %. Zusätzlich wurde die Situation noch durch die 100.000 Binnenflüchtlinge verschärft. Ein Fünftel der Bevölkerung litt an Unterernährung und musste mit Hilfslieferungen versorgt werden. Man schätzt, dass Osttimor 86.000 Tonnen an Lebensmitteln einführen musste, um die Verluste auszugleichen, 15.000 Tonnen davon mussten durch internationale Nahrungsmittelhilfen aufgebracht werden. Laut dem Landwirtschaftsministerium litten Ende des Jahres noch elf Subdistrikte unter Nahrungsmittelknappheit. Anfang 2008 wurde die Situation erneut durch Überflutungen und Sturmschäden in elf der dreizehn Distrikte und erneute Heuschreckenplagen verschärft. 2009 entsandte China ein Team vom Henan Hybrid Rice Institute nach Osttimor. Die timoresische Regierung gibt an, dass mit dessen Hilfe und der Einführung des chinesischen Hybridreises die Erntemengen um das Fünffache gesteigert werden konnten. 2013 wurden 87.000 Tonnen Reis geerntet, nach 140.000 Tonnen im Vorjahr 2012 und 98.000 Tonnen im Jahr 2011. Auch bei Mais stiegen die Erträge: 2012 wurden 96.000 Tonnen und 2013 101.000 Tonnen Mais geerntet. 35.541 Tonnen Maniok ernte man im Jahr 2008. Seit 2000 steigerte sich die landwirtschaftliche Produktion um 18 %. 23,0 % der Landesfläche werden für die Landwirtschaft genutzt.
2021 zerstörten Überschwemmungen in weiten Teilen des Landes Felder. Durch die globale Erwärmung erwartet man in Osttimor bis 2065 einen Temperaturanstieg von ca. 1,5 °C und eine Zunahme der Niederschlagsmenge von bis zu 10 % in den höheren Lagen. Stürme und Hitzewellen sollen öfter vorkommen.

## Kaffee

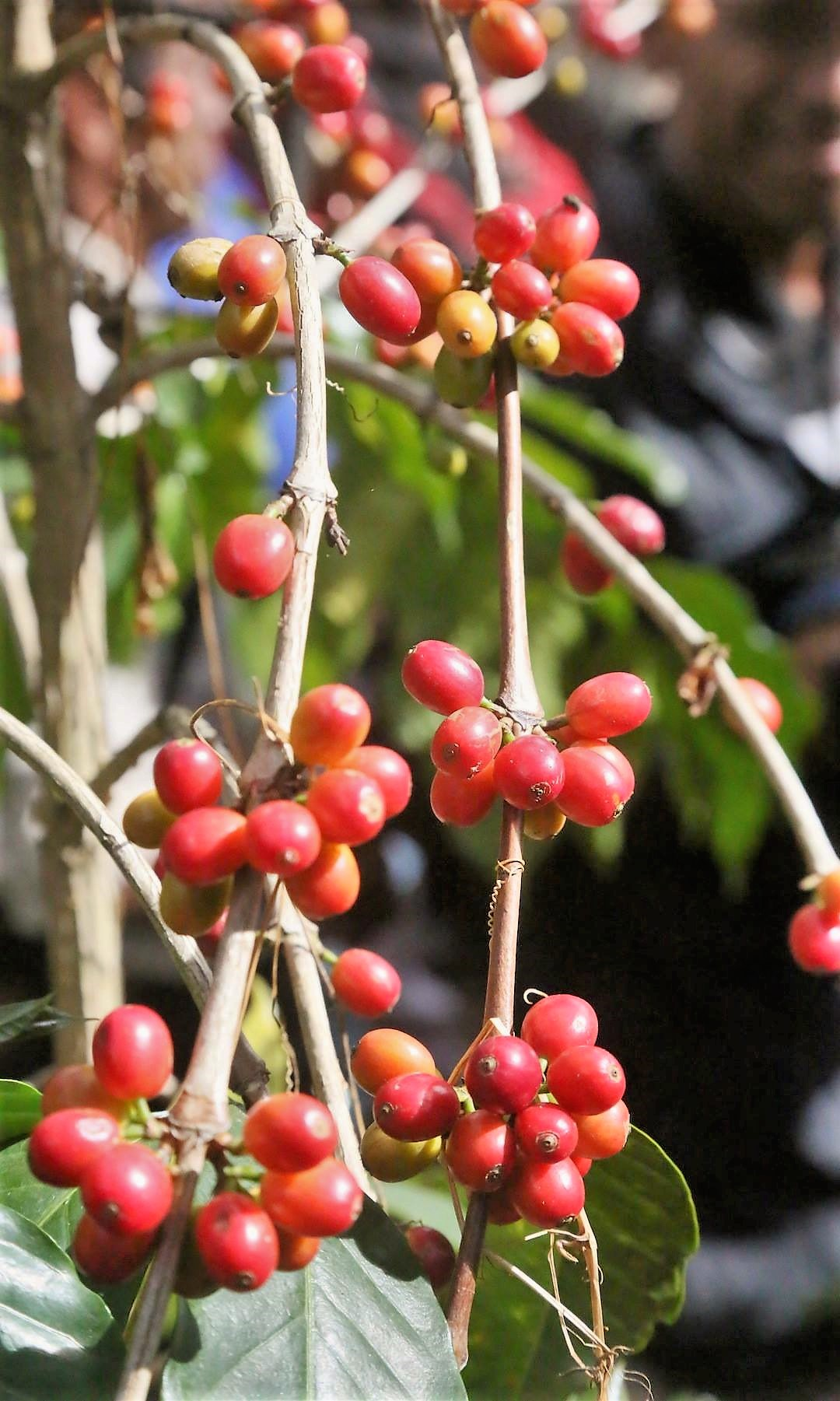
Kaffeebeeren in Maubisse

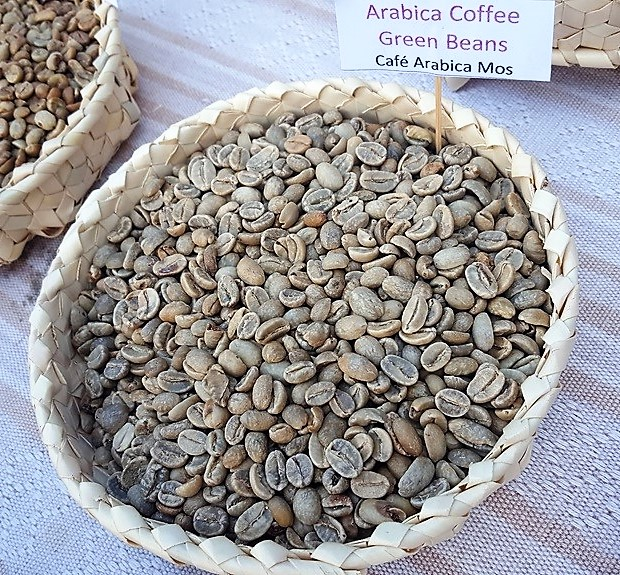
Grüne Arabicakaffeebohnen aus Osttimor

Seit 1815 wird Kaffee in Osttimor angebaut und exportiert. Gerade im Hochland wächst ein besonders aromatischer und milder Kaffee. Sein Potential wird aufgrund fehlender Transport- und Veredelungsmöglichkeiten bisher nur teilweise ausgeschöpft. Es gibt aber noch strukturelle Probleme. Die Kaffeepflanzen gehören zu den ältesten noch produzierenden Kaffeesträuchern der Welt. Meistens sind Sträucher 15 bis 20 Jahre alt, in Osttimor sind 90 % der Pflanzen über 30, manche sogar über 70 Jahre alt. Auch ging durch die indonesische Besatzungszeit viel Wissen über Kaffeepflanzungen verloren. Im nahen Papua-Neuguinea wird auf vergleichbaren Flächen die doppelte Ernte gewonnen.
Die CCT ist Osttimors größte Kooperative mit etwa 22.000 Pflanzern als Mitglieder. In der Erntezeit ist sie der größte Arbeitgeber Osttimors mit 3.000 Arbeitern. Die CCT bildet so die Lebensgrundlage für 44.000 Familien. Ein Viertel der Bevölkerung Osttimors ist abhängig von der Kaffeeproduktion. Hauptzentren sind die Gemeinden von Ermera, Ainaro und Liquiçá. Die CCT ist der weltgrößte Produzent und Verkäufer von zertifiziertem Bio-Kaffee. Mit seinem Ruf für konstante Qualität, der seit 1994 aufgebaut wurde, erzielt der ökologische, fair gehandelte Arabica-Kaffee Höchstpreise am internationalen Markt.
2004 wurden von der CCT 7.689 t Kaffee exportiert, 2005 waren es 7.210 t. Ein Drittel der Kaffeeernte hatte Starbucks aufgekauft. 2006 kam es aufgrund der Unruhen zu Ernteausfällen von bis zu 20 %. Auch aufgrund der unsicheren Lage nach dem Attentat auf die Staatsführung 2008 kam es zu Behinderungen bei der Kaffeeernte. Trotzdem erzielte die CCT in diesem Jahr mit 19.000 t Kaffee und Kaffeeexporten im Wert von 12 Millionen US-Dollar ein Rekordergebnis. Der zweitgrößte Exporteur Timor Corp. verkaufte 6.000 t. 2009 sank der Kaffeeexport auf 47 % der Vorjahresmenge. 2010 konnte die CCT nur noch eine Ernte von 11.000 t verzeichnen. Für 2011 wurde aufgrund starker Regenfälle mit nur noch 8.000 Tonnen gerechnet. 2014 wurden insgesamt 10.258 Tonnen Kaffee geerntet. Damit lag Osttimor an 37. Stelle der Kaffee produzierenden Länder. Kaffeepflanzungen bedeckten 2014 eine Fläche von 49.000 Hektar. 2017 wurden 10.827 Tonnen Kaffee geerntet.
Die Associação Café Timor schlug 2024 vor, den timoresischen Kaffee in die Liste des UNESCO-Welterbes aufzunehmen. Man verweist dabei auf einen von hier stammenden Hybrid Híbrido de Timor (HDT) von Arabica- und Robusta-Kaffee. Seit Anfang des 20. Jahrhunderts vernichtet der Kaffeerost weltweit Arabica-Kaffeeanpflanzungen. In Portugiesisch-Timor entdeckte man in Ermera 1927 zwei natürliche Hybridpflanzen, deren Ernte den milden Geschmack des Arabica-Kaffees hatten, gleichzeitig aber wie Robusta immun gegen die Pilzkrankheit waren. Ab 1965 wurde die HDT über Portugal weltweit verteilt. Heute stammen 99 Prozent der resistenten Arabica-Pflanzen von diesen beiden HDT-Sträuchern ab.

## Weitere Handelsgüter
Durch den Anbau von Vanille, Kakao und Erdnüssen neben dem bereits als Exportgut etablierten Kaffee sind hier zukünftig Ertragssteigerungen zu erwarten. Im Jahr 2013 wurden 4.350 Tonnen Erdnüsse geerntet, nach 4.200 Tonnen im Vorjahr 2012 und 4.071 Tonnen im Jahr 2011. Die Kakaoernte erbrachte 2016 insgesamt 172 Tonnen (2011 und 2012 jeweils 161 Tonnen, 2013 160 Tonnen und 2014 163 Tonnen), damit lag Osttimor 2016 an 49. Stelle von insgesamt 61 Kakao produzierenden Ländern. Bei Zimt ist Osttimor inzwischen mit 111 Tonnen (2016, 2014: 109 Tonnen, 2012: 108 Tonnen) der sechstgrößte Produzent weltweit, auch wenn dies nur 0,1 % der Weltproduktion entspricht. 2019 wurden 118 Tonnen Zimt geerntet.
Eine seit 2017 bestehende Pilzzucht in Fatuquero erntet dreimal wöchentlich Pilze, die auf einem Substrat aus Sägemehl, Reiskleie und Kalkstein wachsen. In Dili werden sie als frittierte Cracker (kerupuk kulat) verkauft.

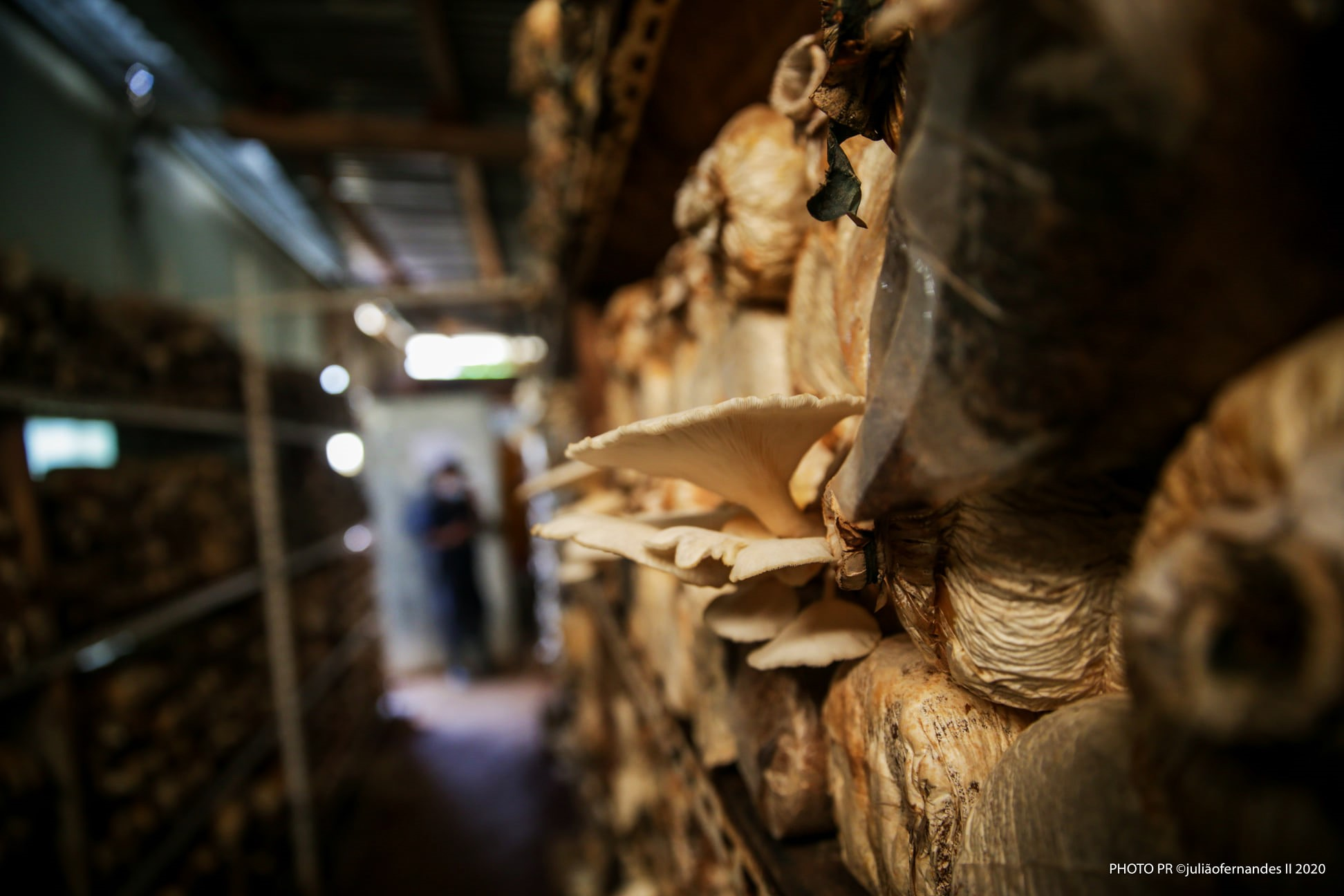
Pilzzucht in Fatuquero
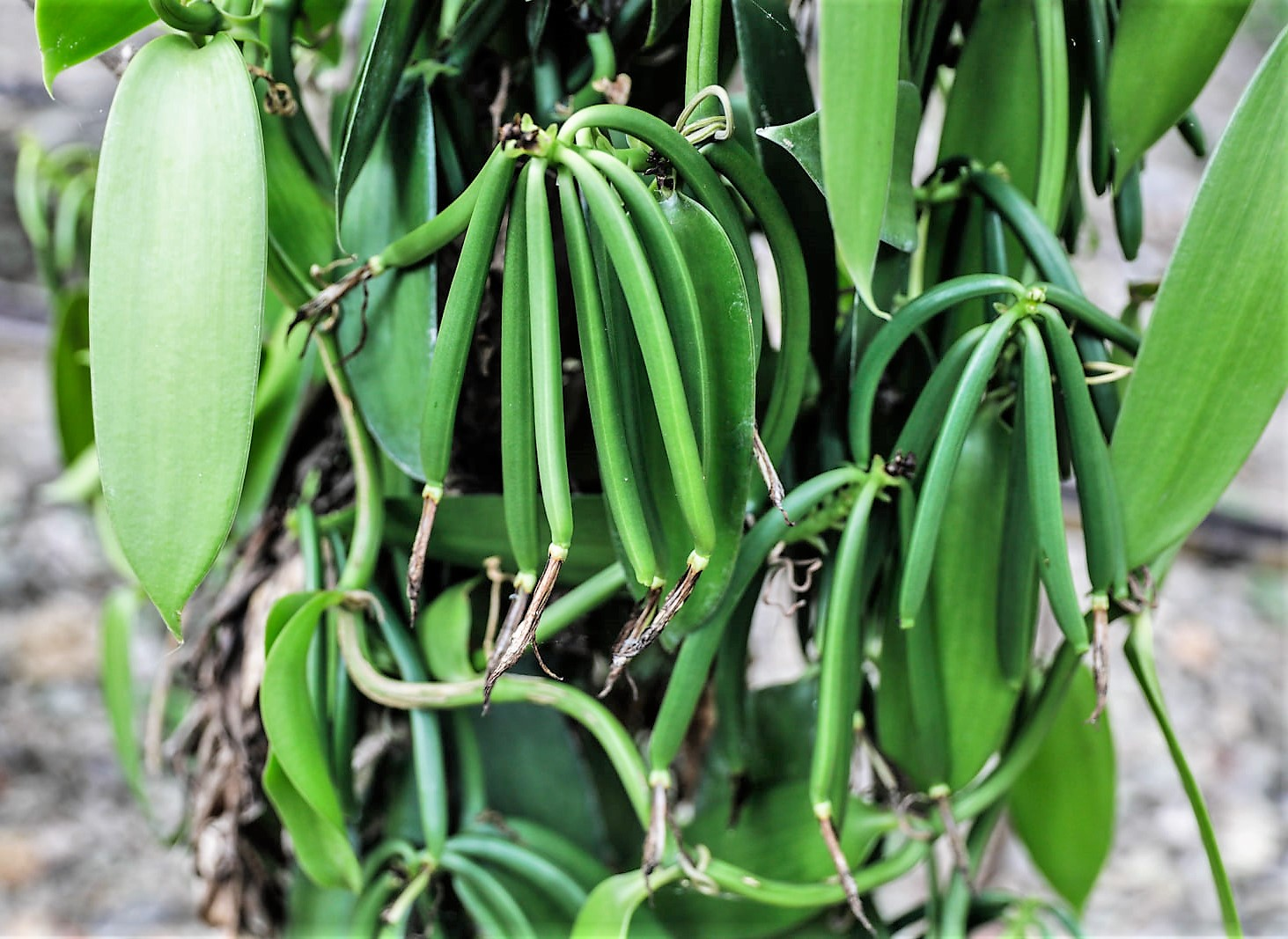
Vanille in Leimea-Sarinbalo
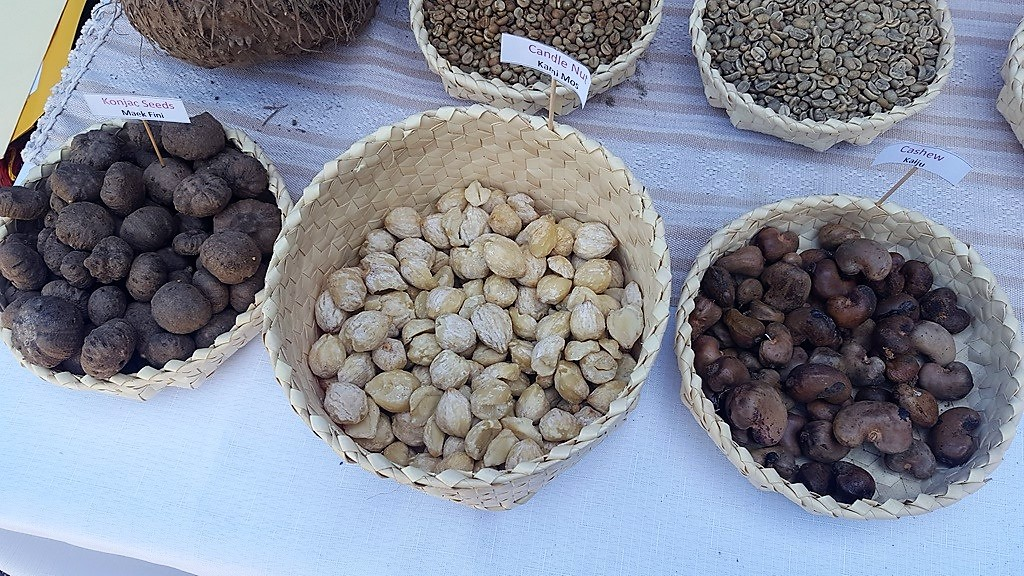
Konjac, Lichtnüsse und Cashewnüsse
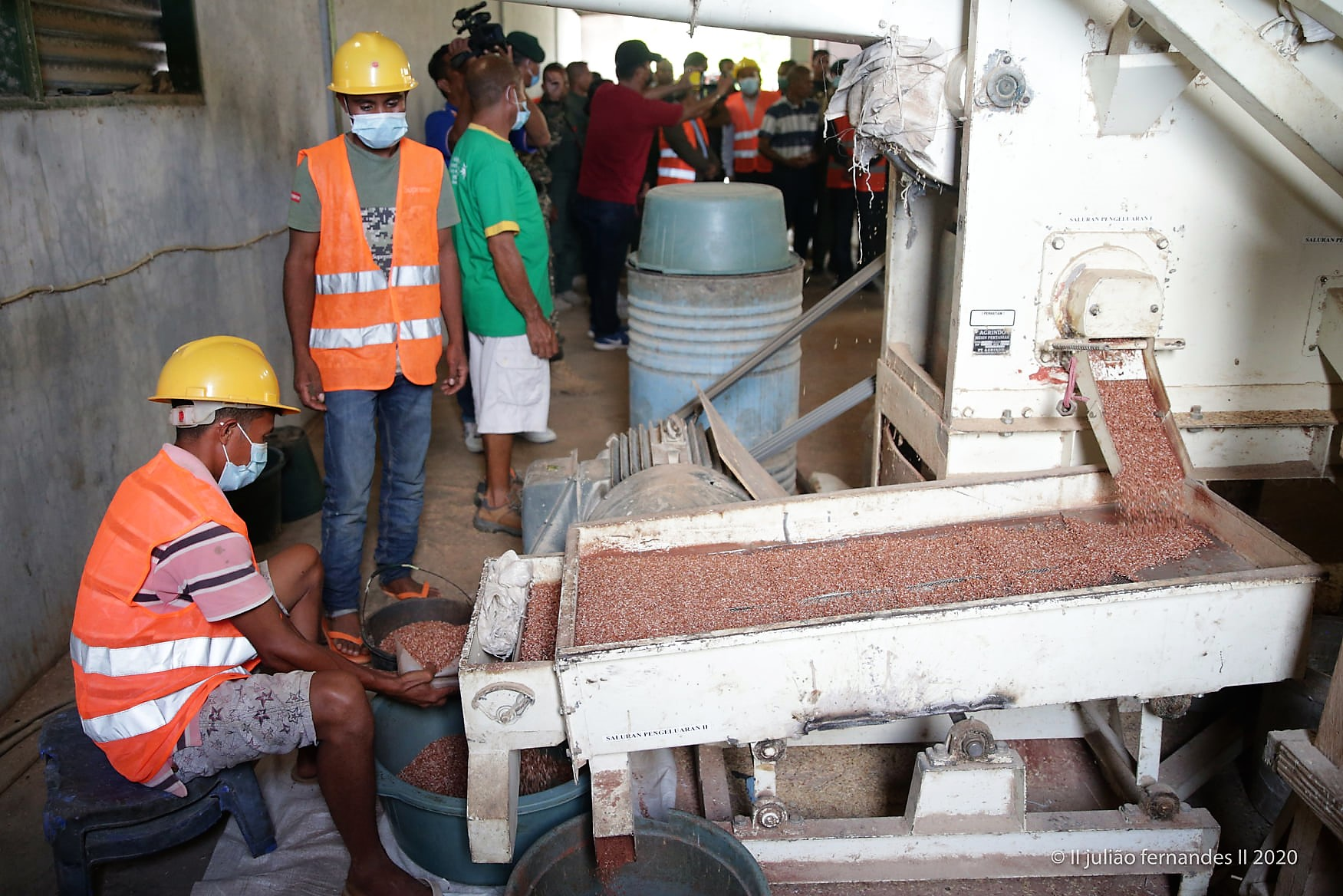
Verarbeitung von Lichtnüssen zu Öl für Kosmetika in Darasula